# Muayad Al-Haddad
Muayad Rehayyem Gamal Al-Haddad (1 de janeiro de 1960) é um ex-futebolista profissional kuwaitiano, que atuava como atacante.

## Carreira
Muayad Al-Haddad fez parte do elenco da histórica Seleção Kuwaitiana de Futebol da Copa do Mundo de 1982.